# Everready (The Religion)
Albums de Tech N9ne
Vintage Tech
(2005) Misery Loves Kompany
(2007)
Singles
1. Bout ta' Bubble
Sortie : 20 octobre 2006

Everready (The Religion) est le sixième album studio du rappeur Tech N9ne, sorti le 7 novembre 2006.
L'album s'est classé 2e au Top Independent Albums et 23e au Top R&B/Hip-Hop Albums.

## Liste des titres

### Disque 1
| No  | Titre                                                                   | Contient un (des) sample(s) de                      | Durée |
| --- | ----------------------------------------------------------------------- | --------------------------------------------------- | ----- |
| 1.  | Enter Everready/B.L.E.S.T.                                              |                                                     | 1:56  |
| 2.  | Riot Maker/Enjoy (featuring Skatterman & Snug Brim)                     |                                                     | 5:32  |
| 3.  | No Can Do (featuring Krizz Kaliko)                                      | I Can't Go for That (No Can Do) d'Hall & Oates      | 3:56  |
| 4.  | Welcome to the Midwest (featuring Krizz Kaliko)                         | Sway de Dean Martin                                 | 3:15  |
| 5.  | Bout ta' Bubble                                                         | Spoonin' Rap de Spoonie Gee Beat Box d'Art of Noise | 3:30  |
| 6.  | It's What You Thinkin'                                                  |                                                     | 3:47  |
| 7.  | Night and Day/T.E.C.H. Radio                                            |                                                     | 4:15  |
| 8.  | Jellysickle (featuring E-40)                                            |                                                     | 3:37  |
| 9.  | Caribou Lou                                                             | Carlos Rossi d'E-40                                 | 4:31  |
| 10. | Hood Connection/Strange Commercial/Hood Connection                      |                                                     | 1:51  |
| 11. | My Wife, My Bitch, My Girl                                              |                                                     | 3:40  |
| 12. | Flash/Your Descent                                                      |                                                     | 3:53  |
| 13. | Come Gangsta                                                            |                                                     | 5:35  |
| 14. | The Melancholy Maze/My World Intro                                      |                                                     | 1:25  |
| 15. | My World (featuring Brotha Lynch Hung et Dalima)                        |                                                     | 4:37  |
| 16. | Running Out of Time (R.O.O.T.)                                          |                                                     | 3:43  |
| 17. | The Rain/Welcome Back/Party Hard (featuring Alyia Yates et Reign Yates) | Rain de Yōko Kanno et The Seatbelts                 | 4:20  |
| 18. | Fuck'em Girl (featuring Krizz Kaliko et Kutt Calhoun)                   |                                                     | 4:10  |
| 19. | The Beast                                                               |                                                     | 3:40  |
| 20. | This Is Me/Goodbye                                                      |                                                     | 4:44  |

### Disque 2:Strange Music Library
| No  | Titre                                                                    | Durée |
| --- | ------------------------------------------------------------------------ | ----- |
| 1.  | Intro                                                                    | 1:14  |
| 2.  | That Owl                                                                 | 5:38  |
| 3.  | In My Head                                                               | 4:56  |
| 4.  | Groupie (featuring Krizz Kaliko et Kutt Calhoun)                         | 6:22  |
| 5.  | Rock Like That (interprété par Critical Bill)                            | 3:57  |
| 6.  | The Shouting (interprété par Critical Bill)                              | 4:15  |
| 7.  | Don't Blame Me (interprété par Skatterman & Snug Brim featuring Boy Big) | 3:42  |
| 8.  | Run (interprété par Skatterman & Snug Brim)                              | 5:40  |
| 9.  | Whip It (interprété par Kutt Calhoun featuring Tech N9ne)                | 4:40  |
| 10. | Playa Like Me (interprété par Kutt Calhoun featuring Krizz Kaliko)       | 4:49  |
| 11. | Trapped (interprété par Project: Deadman)                                | 4:40  |
| 12. | Holy War (interprété par Project: Deadman)                               | 4:53  |
| 13. | Let It Go (interprété par Krizz Kaliko)                                  | 4:58  |
| 14. | The Need (interprété par Krizz Kaliko)                                   | 6:18  |
| 15. | Little Pills (interprété par K.A.B.O.S.H.)                               | 4:03  |

| 13. | Sleeping Beauty | 5:09 |